# Otto Weidt
Otto Max August Weidt, född 2 maj 1883 i Rostock, död 22 december 1947, var en fabriksägare och rättfärdig bland folken som kämpade för att skydda sina judiska arbetare under Förintelsen. Hans verkstad i Berlin för blinda och döva är idag ett museum tillägnat hans liv.

## Biografi
Otto Weidt föräldrar var Max Weidt och Auguste Weidt, född Grell. Han växte upp under knapra omständigheter och blev efter grundskolan och gymnasiet tapetserare. Strax efter att familjen Weidt flyttat till Berlin blev han involverad den tyska arbetarrörelsens anarkistiska och pacifistiska kretsar. När hans syn började försämras lärde han sig att tillverka borstar och kvastar. Han stred inte i första världskriget på grund av en öroninflammation.
1936 startade Weidt en verkstad för att tillverka kvastar och borstar i källarlägenheten på Großbeerenstraße 92 i Berlin-Kreuzberg, som låg i närheten av hans lägenhet på Hallesches Ufer 58. 1940 flyttade han till bakgården på Rosenthaler Straße 39 i Berlin-Mitte. Eftersom han bland annat sålde direkt till Wehrmacht lyckades Weidt få sin verksamhet klassad som avgörande för krigsansträngningen. Upp till 30 blinda och döva judar var anställda i hans butik mellan åren 1941 och 1943.
När Gestapo började arrestera och deportera hans judiska anställda kämpade han för deras säkerhet genom att förfalska dokument, muta officerare, och genom att gömma de anställda i sin butik, något han fick hjälp med av Hedwig Porschütz. Även om Weidt, som hade blivit förvarnad, höll sin butik stängd på dagen för fabrikaktionen i februari 1943, deporterades många av hans anställda. Weidt lyckades bland andra rädda Inge Deutschkron och Alice Licht, båda icke-blinda unga kvinnor i tjugoårsåldern, och Hans Israelowicz. Alice Licht valde trots detta att resa till Theresienstadt för att ansluta sig till sina deporterade föräldrar. Weidt försörjde under denna period dem med runt 150 matpaket. Så småningom deporterades Alice själv till KZ Birkenau. Hon lyckades skicka ett vykort till Weidt som snabbt reste till Auschwitz i ett försök att hjälpa henne. Weidt fick reda på att när Auschwitz tömdes flyttades Alice till arbetslägret Christianstadt. Han gömde kläder och pengar åt henne för att hjälpa henne att återvända, och reste tillbaka till Berlin. Alice lyckades så småningom återvända till Berlin i januari 1945 där hon levde gömd med Weidtfamiljen fram till slutet av kriget. Hon lämnade staden när hon fick visum för att resa in i USA. 
Efter kriget etablerade Otto Weidt ett barnhem för överlevande från koncentrationslägren. Han dog av hjärtsvikt bara 2 år senare, 1947, vid 64 års ålder. Hans hustru Else Weidt fortsatte att driva verkstaden fram tills 1952. Hon dog 8 juni 1974.

## Postuma utmärkelser

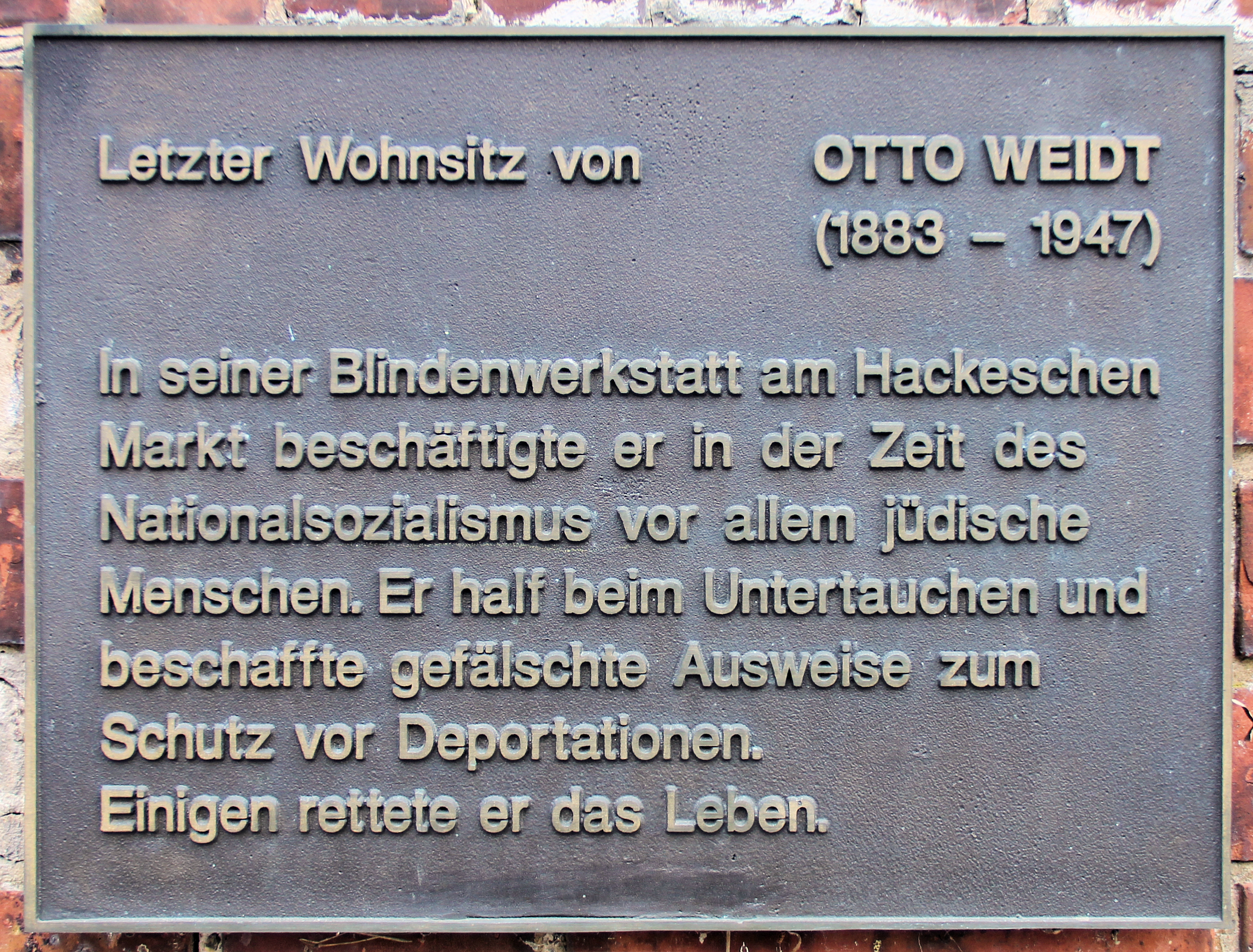
Plakett tillägnad Otto Weidt.

Den 7 september 1971 utmärkte Yad Vashem Weidt till rättfärdig bland folken.
1993 satte Inge Deutschkron upp en plakett för att hedra Weidt där verkstaden låg och 1994 etablerades en Ehrengrab för Weidt på Zehlendorf-kyrkogården. 1999 öppnade ett museum där verkstaden låg, som sedan 2005 drivs av Gedenkstätte Deutscher Widerstand. Även detta på initiativ av Inge Deutschkron påbörjades byggandet av torget Otto-Weidt-Platz i Berlin 2018.